# 857

## Decese
- dată necunoscută: Ziryab  (n. 789)